# Daisy Miller
Daisy Miller – amerykański melodramat z 1974 roku na podstawie powieści Henry’ego Jamesa.

## Główne role
- Cybill Shepherd – Annie P. 'Daisy' Miller
- Barry Brown – Frederick Winterbourne
- Cloris Leachman – Pani Ezra Miller
- Mildred Natwick – Pani Costello
- Eileen Brennan – Pani Walker
- Duilio Del Prete – Pan Gionavelli
- James McMurtry – Randolph C. Miller